# Mar Cinese Orientale
Il Mar Cinese Orientale (in cinese: 东海 / 中国东海; traslitterato: Dōng Hǎi / Zhōngguó) è una porzione dell'Oceano Pacifico che costeggia la parte centrale della costa cinese.

## Etimologia
In Cina il mare viene chiamato Mare dell'Est (Dōng Hǎi), e nella letteratura cinese rappresentava uno dei Quattro Mari che circondano il Paese, uno per ogni punto cardinale.

## Descrizione
Il mare copre una superficie di circa 1.249.000 km² ed ha con una profondità massima di 2720 metri.
Il Mar Cinese Orientale è delimitato ad est dall'isola giapponese di Kyūshū e dall'arcipelago delle isole Ryūkyū (Nansei), a sud dall'isola di Formosa (Taiwan) e dallo stretto di Formosa che lo separa dal Mar Cinese Meridionale, ad ovest dalla Cina ed a nord dal mar Giallo.
Attraverso lo stretto di Corea il Mar Cinese Orientale comunica con il mar del Giappone.
Sul mar Cinese orientale si affacciano (in senso orario partendo da nord) la Corea del Sud, il Giappone, Taiwan e la Cina. Il principale corso d'acqua dolce che vi sfocia è il Fiume Azzurro (Chang Jiang).

## Contese territoriali
Esistono diverse dispute territoriali tra la Cina, il Giappone e la Corea del Sud, circa l'estensione delle rispettive zone economiche esclusive (ZEE).
In base alla Convenzione delle Nazioni Unite sul diritto del mare, ratificata nel 1982, il Giappone e la Cina avrebbero diritto ciascuna a una ZEE di 200 miglia a partire dalla propria costa, ma il Mar Cinese Orientale si estende per sole 360 miglia. Data la situazione di stallo, la Cina ha proposto all'ONU che la propria ZEE si estenda oltre le 200 miglia, arrivando fino al Canale di Okinawa, considerando il fondale come il prolungamento della propria piattaforma continentale. Il Giappone, invece, ha proposto che le ZEE siano divise equamente in due rispetto alla linea mediana, dal momento che le acque si estendono per meno di 400 miglia. Mancando un accordo, il tratto di mare tra la linea mediana e il Canale di Okinawa è diventato un'area contesa.
Nel 1995 la Cina ha scoperto un giacimento di gas naturale, chiamandolo "giacimento Chunxiao". Si stima che la quantità gas equivarrebbe a circa 93 milioni di barili di petrolio. La Cina ha iniziato a costruire le piattaforme al di qua della linea mediana, nella sua ZEE, ma dal momento che l'area si trova a ridosso di tale linea, il Giappone ha lamentato che molto probabilmente il giacimento si estende anche al di là, nelle acque contese. Le trattative sono andate a vuoto, così nel 2004 la Cina ha deciso unilateralmente di iniziare le trivellazioni. Il Giappone per tutta risposta ha mandato diverse navi militari e velivoli a pattugliare l'area. Nel 2006, sotto la nuova presidenza di Shinzo Abe, le relazioni fra i due paesi si sono distese e nel 2008 si è trovato un accordo: la Cina continuerà le trivellazioni, mentre le società giapponesi investiranno nel progetto e condivideranno i profitti.
Nel 2012 le tensioni si sono riaccese intorno alla questione delle isole Senkaku, contese fra Giappone, Cina e Taiwan. Il Giappone, infatti, ha acquistato le isole da una famiglia giapponese, aprendo la strada allo sfruttamento delle risorse ittiche e dei giacimenti di gas naturale dell'area. In diverse città della Cina si sono tenute delle proteste anti-giapponesi, massicce e spesso violente: molti negozi giapponesi sono stati vandalizzati e i manifestanti hanno tentato di sfondare i cordoni della polizia per entrare nelle ambasciate nipponiche. Nel 2013 la Cina ha creato una zona di identificazione di difesa aerea sopra le isole, sovrapponendosi allo spazio aereo giapponese: in risposta gli USA hanno mandato dei bombardieri a sorvolare l'area.
Ad essere conteso tra Cina e Corea del Sud è invece Socotra Rock, un isolotto sommerso che dal 2013 è al centro di una diatriba fra i due paesi, come risposta alle dispute sullo spazio aereo.